# Viola Dana
Viola Dana, nome d'arte di Virginia Flugrath (Brooklyn, 26 giugno 1897 – Woodland Hills, 3 luglio 1987), è stata un'attrice statunitense che riscosse un buon successo all'epoca del cinema muto.

## Biografia
Bambina prodigio, fece il suo debutto sul palcoscenico quando aveva solo tre anni. Era sorella di Shirley Mason e Edna Flugrath, ambedue attrici.
Lesse le opere di Shakespeare identificandosi particolarmente con il personaggio della giovane Giulietta. Lavorò a lungo all'Hudson Theatre di New York; particolarmente gradita dal pubblico risultò l'interpretazione di The Poor Little Rich Girl di Eleanor Gates che diede all'età di 16 anni. Passò quindi al vaudeville con la compagnia di Dustin Farnum interpretando The Little Rebel e ottenendo una parte in The Model di Augustus Thomas.
Nel frattempo, nel 1910, era entrata a far parte del mondo del cinema. Il suo primo film venne girato in un ambiente singolare: una ex scuola di equitazione di Manhattan, sulla 61 Strada, dove le scuderie erano state trasformate in camerini. La Dana diventò una stella quando entrò alla Edison, lavorando nello studio del Bronx. Si innamorò del regista della compagnia, John Hancock Collins, che sposò nel 1915. Il successo riscosso da Viola Dana grazie ai film della Edison diretti da Collins come Children of Eve (1915) e The Cossack Whip (1916) spinse il produttore B. A. Rolfe ad offrire alla coppia dei redditizi contratti con la sua casa di produzione, la Rolfe Photoplays, che faceva uscire le proprie pellicole attraverso la Metro Pictures Corporation.

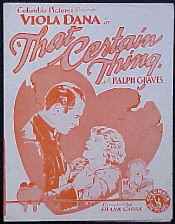
Il manifesto originale di Quella certa cosa con Viola Dana protagonista

Lei e Collins accettarono l'offerta di Rolfe nel 1916, realizzando varie importanti pellicole per la Rolfe/Metro, tra le quali si ricordano The Girl Without A Soul e Blue Jeans (entrambi del 1917). Rolfe chiuse gli studi della zona di New York per l'epidemia di spagnola del 1918, mandando la maggior parte dei suoi dipendenti in California. Viola Dana partì prima del marito, che stava finendo alcuni lavori per conto dello studio; Collins però finì per ammalarsi di influenza, che si trasformò in polmonite, causandone la morte in una stanza d'albergo di New York il 23 ottobre 1918.
Viola Dana rimase in California, recitando per conto della Metro. Nel 1920, si fidanzò con Ormer Locklear, un coraggioso aviatore e veterano di guerra. Locklear però morì il 2 agosto 1920, quando il suo aeroplano si schiantò mentre effettuava delle riprese cinematografiche notturne. Viola Dana, che assistette all'incidente, non prese più un aereo per 25 anni. Alla figura di Locklear si ispirò Robert Redford per interpretare il protagonista del film il temerario (1975) e la Dana fu invitata come ospite d'onore alla prima del film.
La Dana continuò a recitare per tutti gli anni venti ma la sua popolarità andò gradualmente scemando. Uno dei suoi ultimi ruoli di rilievo fu nel primo film diretto da Frank Capra per la Columbia Pictures, Quella certa cosa (1928). Nel 1925, si era sposata con Maurice 'Lefty' Flynn, ex giocatore di football diventato poi attore; i due divorziarono nel 1929, l'anno in cui l'attrice si ritirò dagli schermi. I suoi ultimi ruoli furono quelli in Two Sisters, One Splendid Hour e Rivista delle nazioni, interpretato al fianco della sorella Shirley Mason. Complessivamente aveva preso parte ad oltre 100 film. Più di cinquant'anni dopo il ritiro comparve nel documentario Hollywood: A Celebration of the American Silent Film (1980) in cui parlò della sua carriera nel cinema muto degli anni venti. Brani di tale intervista sono stati usati anche nel documentario del 1987 Buster Keaton: A Hard Act to Follow.
Viola Dana morì nel 1987, all'età di 90 anni. Fu sepolta all'Hollywood Forever Cemetery sotto il suo vero nome, Virginia Flugrath.

## Riconoscimenti
- Per il suo contributo allo sviluppo dell'industria cinematografica le è stata dedicata una stella sulla Hollywood Walk of Fame al 6541 dell'Hollywood Boulevard.
- Young Hollywood Hall of Fame (1908-1919)

## Filmografia
- A Christmas Carol, regia di (non accreditati) J. Searle Dawley, Charles Kent, Ashley Miller - cortometraggio (1910)
- Children Who Labor, regia di Ashley Miller - cortometraggio (1912)
- The Butler and the Maid - cortometraggio (1912)
- How Father Accomplished His Work - cortometraggio (1912)
- The Lord and the Peasant - cortometraggio (1912)
- The Third Thanksgiving - cortometraggio (1912)
- Molly the Drummer Boy, regia di George Lessey - cortometraggio (1914)
- My Friend from India, regia di Harry Beaumont, Ashley Miller - cortometraggio (1914)
- Treasure Trove, regia di Ashley Miller - cortometraggio (1914)
- The Blind Fiddler, regia di Richard Ridgely - cortometraggio (1914)
- The Adventure of the Hasty Elopement, regia di Charles M. Seay - cortometraggio (1914)
- Seth's Sweetheart, regia di Charles Ransom - cortometraggio (1914)
- Who Goes There?, regia di Ashley Miller - cortometraggio (1914)
- The Champion Process Server, regia di Charles Ransom - cortometraggio (1915)
- Lena, regia di Charles M. Seay - cortometraggio (1915)
- A Thorn Among Roses - cortometraggio (1915)
- The Stone Heart, regia di John H. Collins (1915)
- The Glory of Clementina, regia di Ashley Miller - cortometraggio (1915)
- A Spiritual Elopement, regia di Charles Ransom - cortometraggio (1915)
- The Portrait in the Attic, regia di John H. Collins - cortometraggio (1915)
- A Theft in the Dark, regia di Charles Brabin - cortometraggio (1915)
- The Stoning, regia di Charles Brabin - cortometraggio (1915)
- The House of the Lost Court, regia di Charles Brabin (1915)
- Cohen's Luck, regia di John H. Collins (1915)
- On Dangerous Paths, regia di John H. Collins - mediometraggio (1915)
- The Slavey Student, regia di John H. Collins - cortometraggio (1915)
- Her Happiness, regia di Harry Beaumont - cortometraggio (1915)
- Gladiola, regia di John H. Collins (1915)
- Children of Eve, regia di John H. Collins (1915)
- The Innocence of Ruth, regia di John H. Collins (1916)
- The Flower of No Man's Land, regia di John H. Collins (1916)
- The Light of Happiness, regia di John H. Collins (1916)
- The Gates of Eden, regia di John H. Collins (1916)
- The Cossack Whip, regia di John H. Collins (1916)
- Threads of Fate, regia di Eugene Nowland (1917)
- Rosie O'Grady, regia di John H. Collins (1917)
- The Mortal Sin, regia di John H. Collins (1917)
- God's Law and Man's, regia di John H. Collins (1917)
- Lady Barnacle, regia di John H. Collins (1917)
- Aladdin's Other Lamp, regia di John H. Collins (1917)
- The Girl Without a Soul, regia di John H. Collins (1917)
- Blue Jeans, regia di John H. Collins (1917)
- The Only Road, regia di Frank Reicher (1918)
- The Winding Trail, regia di John H. Collins (1918)
- A Weaver of Dreams, regia di John H. Collins (1918)
- Breakers Ahead, regia di Charles Brabin (1918)
- Riders of the Night, regia di John H. Collins (1918)
- The Only Road, regia di Frank Reicher (1918)
- Opportunity, regia di John H. Collins (1918)
- Flower of the Dusk, regia di John H. Collins (1918)
- The Gold Cure, regia di John H. Collins (1919)
- Satan Junior, regia di Herbert Blaché, John H. Collins (1919)
- The Parisian Tigress, regia di Herbert Blaché (1919)
- False Evidence, regia di Edwin Carewe (1919)
- Some Bride, regia di Henry Otto (1919)
- The Microbe, regia di Henry Otto (1919)
- Please Get Married, regia di John Ince (1919)
- The Willow Tree, regia di Henry Otto (1920)
- Dangerous to Men, regia di William C. Dowlan (1920)
- The Chorus Girl's Romance, regia di William C. Dowlan (1920)
- Blackmail, regia di Dallas M. Fitzgerald (1920)
- Cinderella's Twin, regia di Dallas M. Fitzgerald (1920)
- The Off-Shore Pirate, regia di Dallas M. Fitzgerald (1921)
- Puppets of Fate, regia di Dallas M. Fitzgerald (1921)
- Home Stuff, regia di Albert H. Kelley (1921)
- Life's Darn Funny, regia di Dallas M. Fitzgerald (1921)
- The Match-Breaker, regia di Dallas M. Fitzgerald (1921)
- There Are No Villains, regia di Bayard Veiller (1921)
- Fourteenth Lover, regia di Harry Beaumont (1922)
- Glass Houses, regia di Harry Beaumont (1922)
- Seeing's Believing, regia di Harry Beaumont (1922)
- Cinque divorzi e un matrimonio (They Like 'Em Rough), regia di Harry Beaumont (1922)
- The Five Dollar Baby, regia di Harry Beaumont (1922)
- June Madness, regia di Harry Beaumont (1922)
- Love in the Dark, regia di Harry Beaumont (1922)
- Crinoline and Romance, regia di Harry Beaumont (1923)
- Her Fatal Millions, regia di William Beaudine (1923)
- Hollywood, regia di James Cruze (1923)
- Rouged Lips, regia di Harold M. Shaw (1923)
- Senza peccato (The Social Code), regia di Oscar Apfel (1923)
- In Search of a Thrill, regia di Oscar Apfel (1923)
- Pandemonio (A Noise in Newboro), regia di Harry Beaumont (1923)
- The Heart Bandit, regia di Oscar Apfel (1924)
- Don't Doubt Your Husband, regia di Harry Beaumont (1924)
- The Beauty Prize, regia di Lloyd Ingraham (1924)
- La Madonna delle rose (Revelation), regia di George D. Baker (1924)
- Merton of the Movies, regia di James Cruze (1924)
- Open All Night, regia di Paul Bern (1924)
- Along Came Ruth, regia di Edward F. Cline (1924)
- As Man Desires, regia di Irving Cummings (1925)
- Forty Winks, regia di Paul Iribe, Frank Urson (1925)
- The Necessary Evil, regia di George Archainbaud (1925)
- Winds of Chance, regia di Frank Lloyd (1925)
- The Great Love, regia di Marshall Neilan (1925)
- Wild Oats Lane, regia di Marshall Neilan (1926)
- Bigger Than Barnum's, regia di Ralph Ince (1926)
- Kosher Kitty Kelly, regia di James W. Horne (1926)
- The Ice Flood, regia di George B. Seitz (1926)
- The Silent Lover, regia di George Archainbaud (1926)
- Bred in Old Kentucky, regia di Edward Dillon (1926)
- Home Struck, regia di Ralph Ince (1927)
- Salvation Jane, regia di Phil Rosen (1927)
- Naughty Nanette, regia di James Leo Meehan (1927)
- Lure of the Night Club, regia di Tom Buckingham (1927)
- Quella certa cosa (That Certain Thing), regia di Frank Capra (1928)
- Two Sisters, regia di Scott Pembroke (1929)
- One Splendid Hour, regia di Cliff Wheeler (1929)
- Rivista delle nazioni (The Show of Shows), regia di John G. Adolfi (1929)
- Foiled Again, regia di Charles Lamont (1932)
- The Strange Case of Poison Ivy, regia di Lester Neilson (1933)

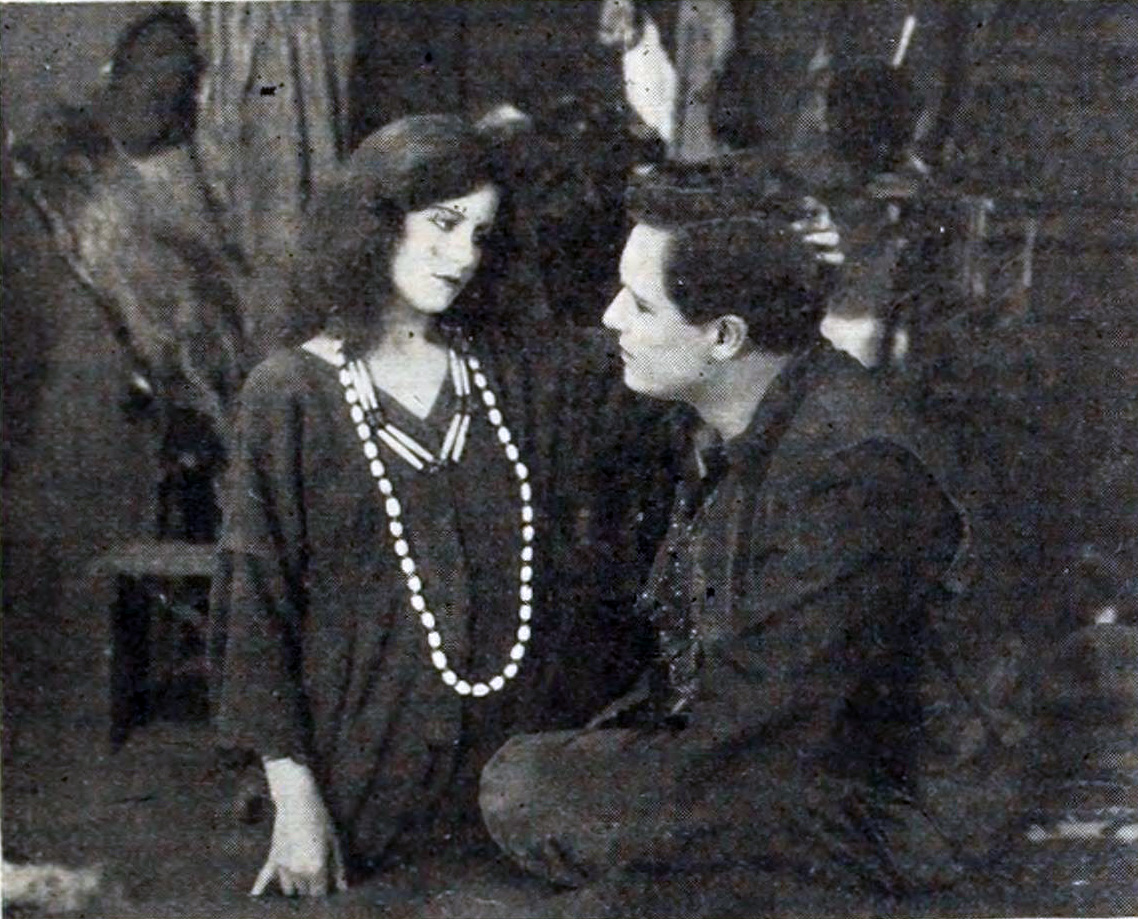
The Flower of No Man's Land (1916)
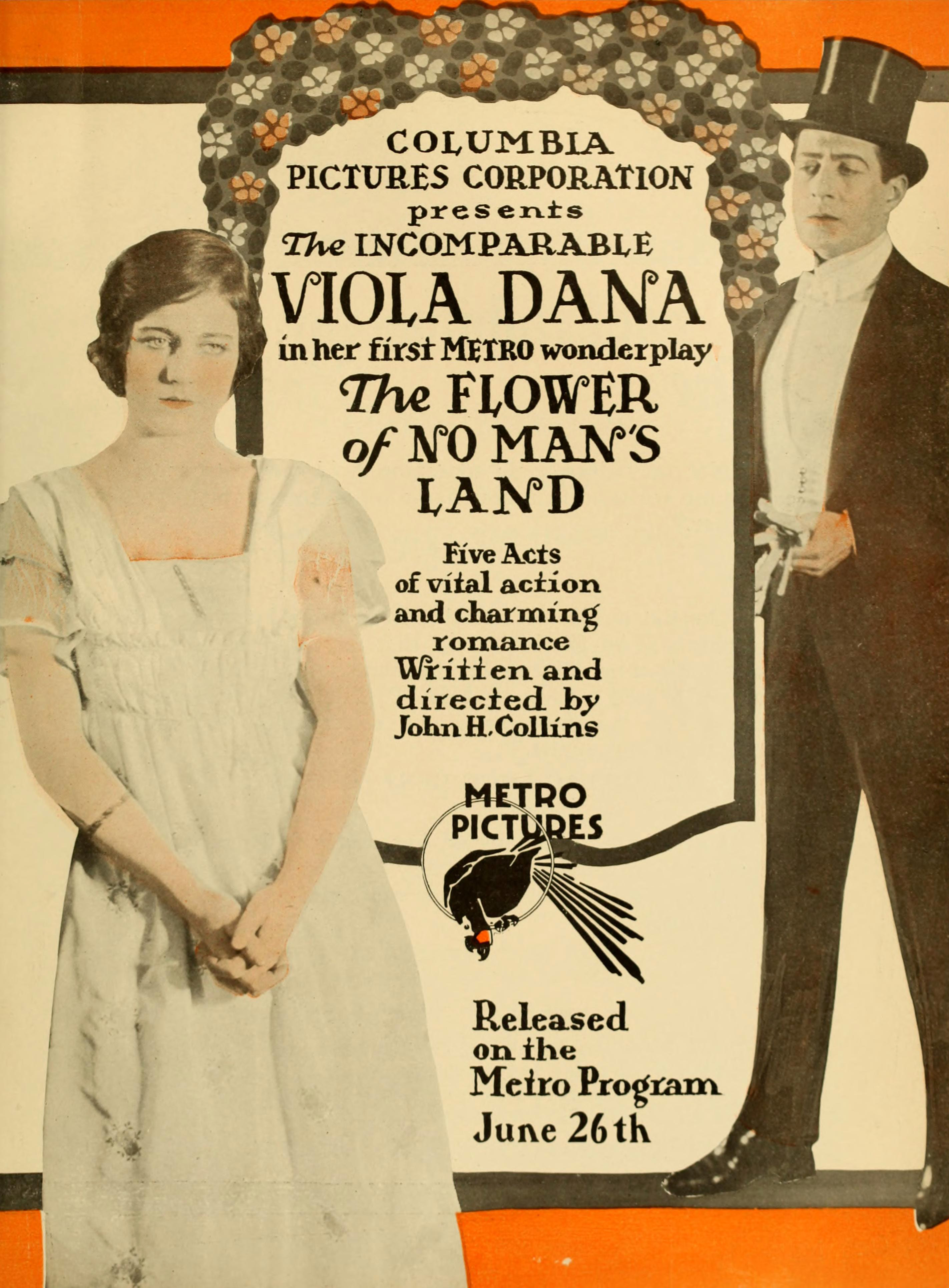
The Flower of No Man's Land (1916)
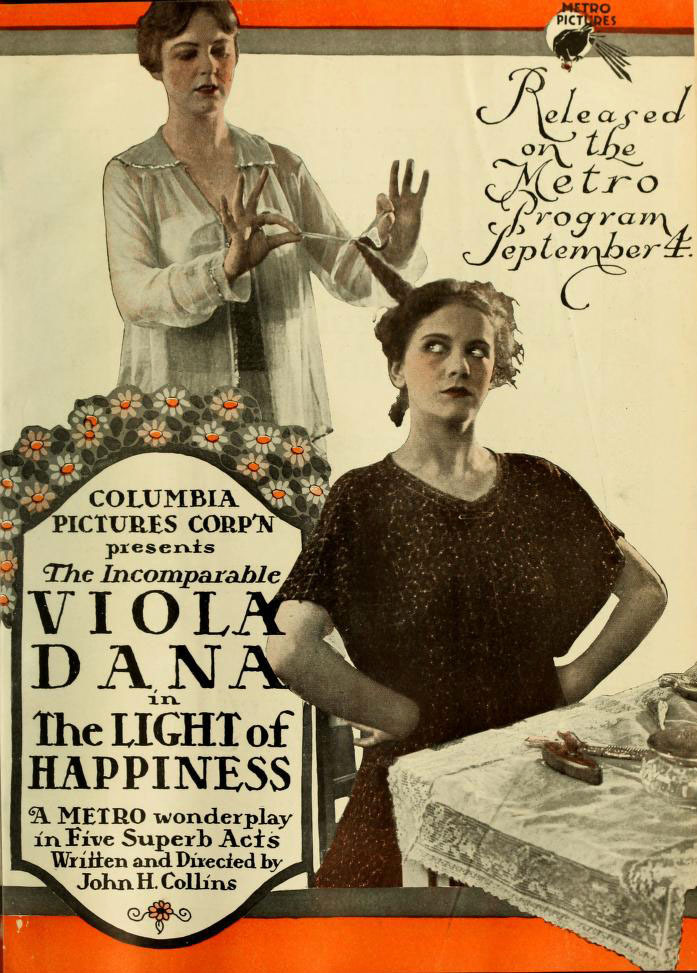
The Light of Happiness (1916)
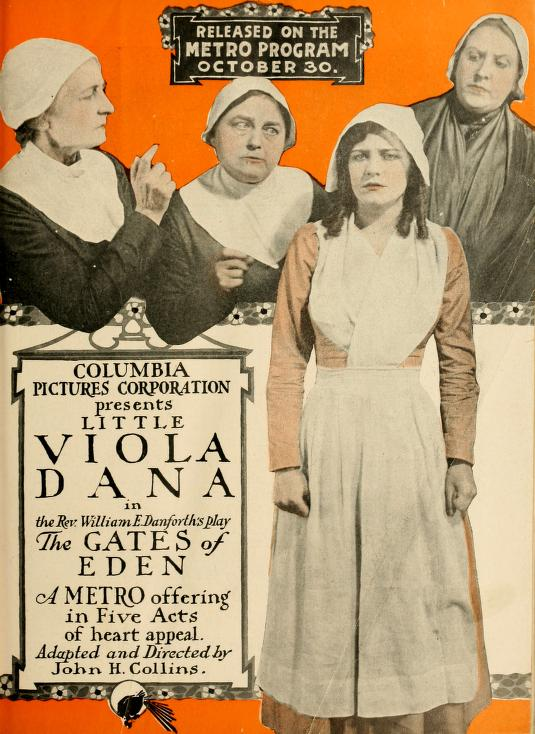
The Gates of Eden (1916)
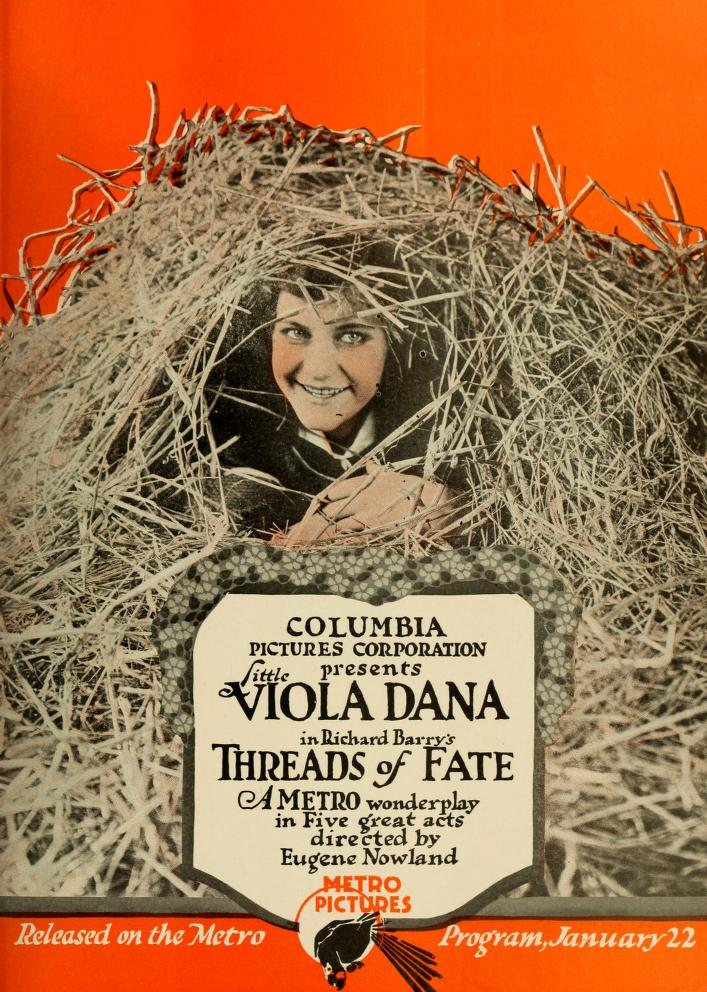
Threads of Fate (1917)
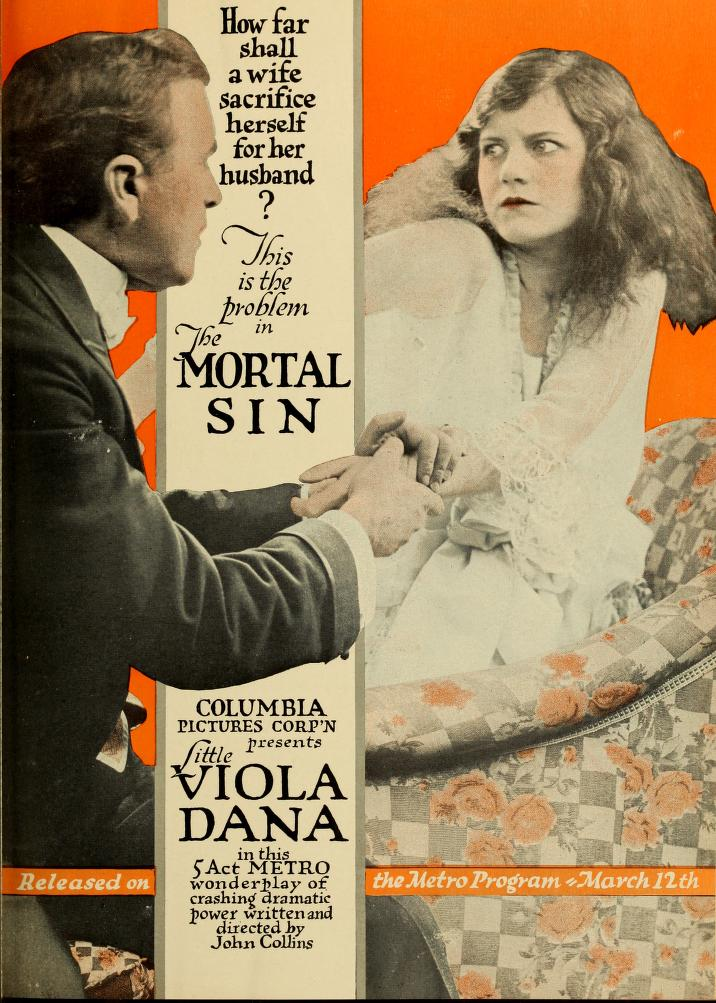
The Mortal Sin (1917)
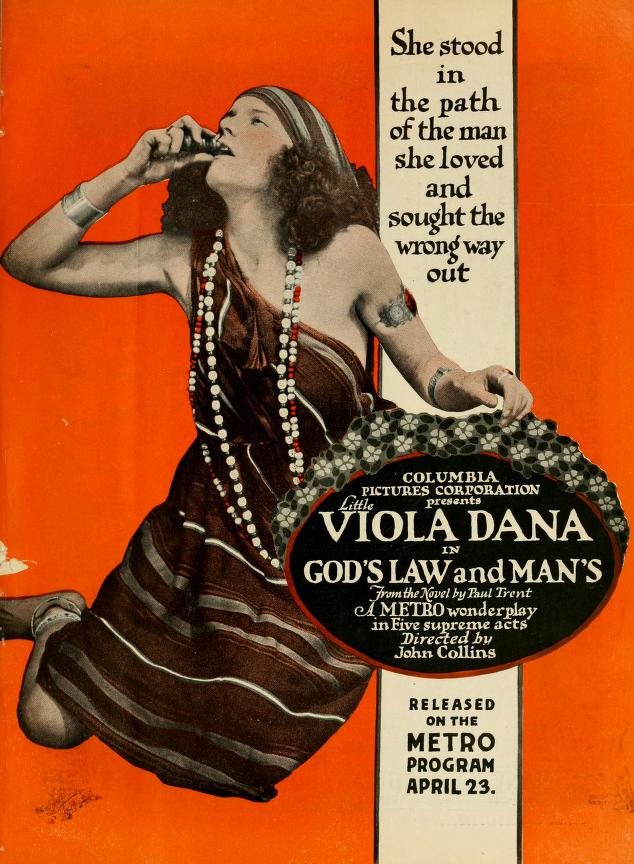
God's Law and Man's (1917)
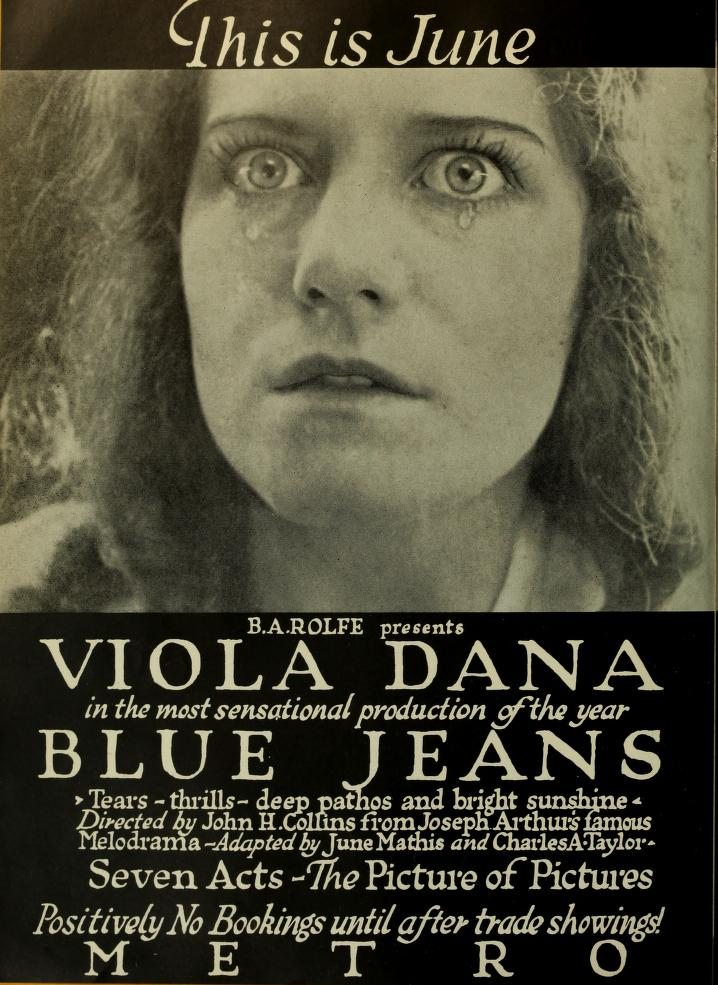
Blue Jeans (1917)
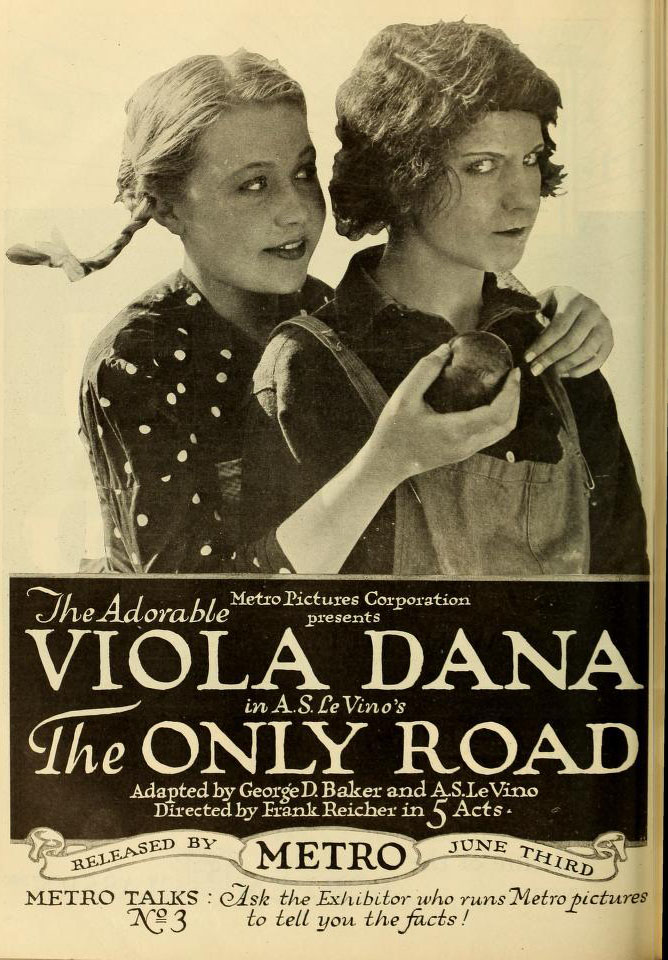
The Only Road (1918)
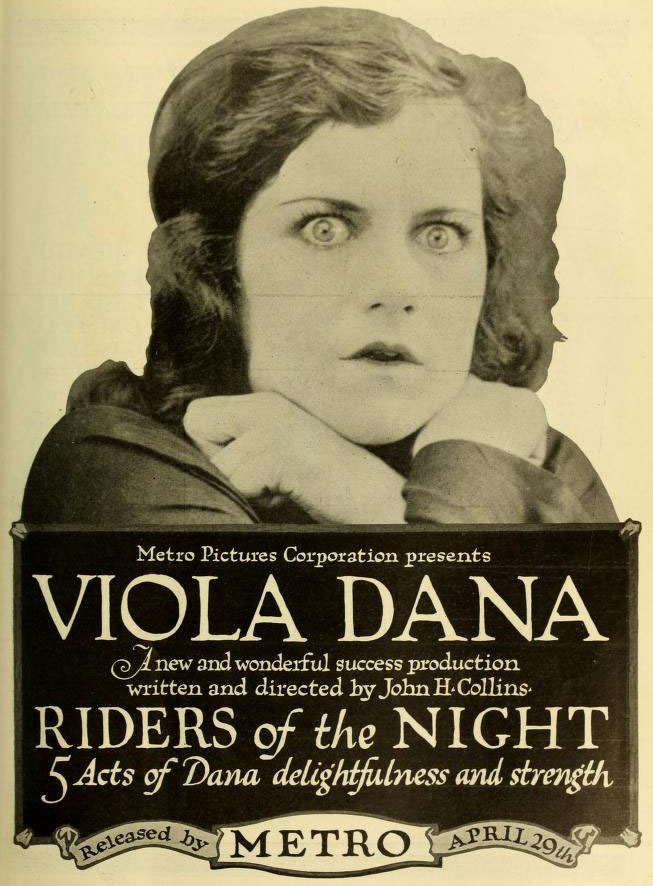
Riders of the Night (1918)
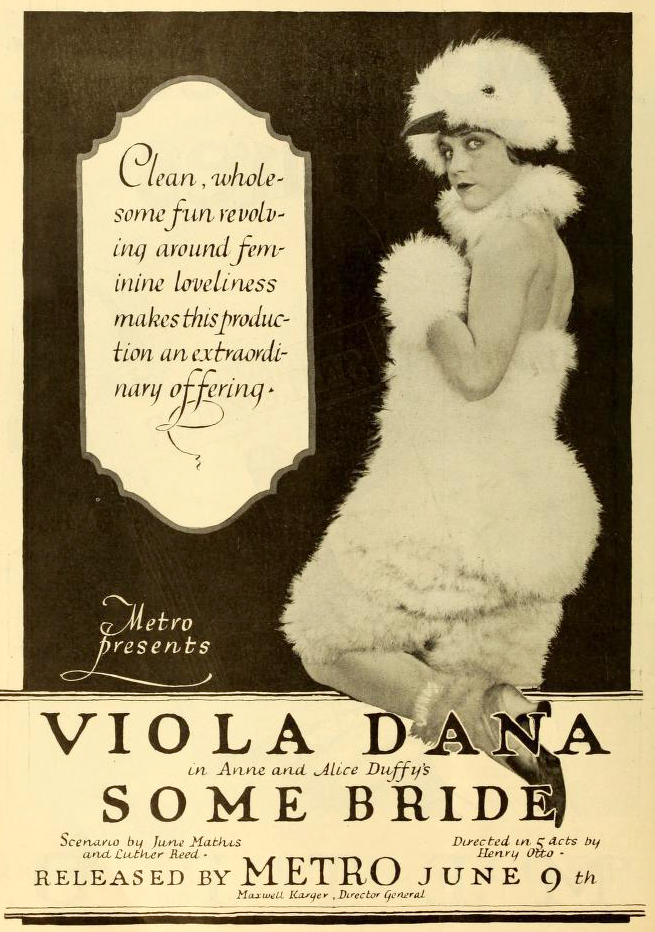
Some Bride (1919)

### Film o documentari dove appare Viola Dana
- The Film Parade, regia di J. Stuart Blackton (1933)
- Movie Memories, regia di (non accreditato) Ralph Staub - sé stessa (filmati di repertorio) (1934)
- Hollywood My Home Town, regia di William Martin (1965)

## Teatro
- The Poor Little Rich Girl di Eleanor Gates. Broadway (21 gennaio 1913)